# Polak Roku w Belgii
„Polak Roku w Belgii” – konkurs organizowany regularnie przez Ambasadę RP w Królestwie Belgii oraz Radę Polonii Belgijskiej we współpracy z licznymi organizacjami polskimi i polonijnymi działającymi w Belgii w celu wyróżnienia Polaków aktywnie budujących pozytywny wizerunek Rzeczypospolitej Polskiej w Belgii. 

## Historia Konkursu
Konkurs jest niemal rokrocznie organizowany w stolicy Belgii, Brukseli. Jest to największe wydarzenie promocyjne dla Polonii belgijskiej.
Celem konkursu jest aktywizacja środowiska polskiej emigracji w Belgii poprzez ukazanie pozytywnego wizerunku Polaka mieszkającego na terenie Belgii, docenienie jego działalności, a także przedstawienie sukcesu, jaki odniósł. 

## Zwycięzcy Konkursu „Polak Roku w Belgii”
- 2007 – Zofia Wisłocka (Kultura/Nauka), dr Waldemar Fijałkowski (Medycyna), Roman i Grzegorz Wacnik (Przedsiębiorczość w Biznesie), Cecylia Piętka-Różeński oraz Izabela du Bois d'Aiche Czetwertyńska (Działalność społeczna), Małgorzata Wardecka (Młody Polak)[2]
- 2008 – Hanna Drzewiecka (Kultura), Janusz Stelmaszyk (Medycyna), Firma Almec, Bolesław, Krystyna, Jacek i Paweł Minta (Działalność gospodarcza). Jolanta Ratajczak-Ruts (Działalność społeczna), Urszula Wojciechowska (Młody Polak)[3]
- 2009 – Marek Kutyłowski (Biznes), Piotr Ładomirski (Działalność społeczna), Cezariusz Gadzina (Kultura), Maryla Rondomańska (Osobowość roku)[4]
- 2011 – Agnieszka Czeczko, Magdalena Gmiter – Magabel Services SPRL (Działalność gospodarcza), Stefania Ludwikowski (Działalność społeczna), (Kultura), zespół Czarna Góra (Nagroda Internautów), Zofia Mrozowska (Osobowość Roku)[5]
- 2012 – Halina Jakubowska (Kultura), Elżbieta Marciniak (Działalność Gospodarcza), Józef Krajewski (Działalność społeczna), Aleksandra Gadzina (Młody Polak), Chór „Domino Cantes” (Nagroda Internautów), Franciszek Gałązka (Nagroda Specjalna)[6]
- 2013 – Zespół Spotkanie (Kultura),  SaVe Insurance (Działalność gospodarcza), Jadwiga Agacka (Działalność społeczna), Brukselski Klub Polek – BeKaP (Nagroda Internautów)[7]
- 2014 – Profesor Jerzy Łukaszewski (Nagroda Specjalna), Piotr Parkitny, PEBS (Działalność gospodarcza), Fundacja Children of Europe (Działalność społeczna), Rafał Olszewski (Kultura i Nauka), Yvette Popławska (Nagroda Internautów)[8]
- 2015 – Zofia Kułakowska (Nagroda Specjalna), Wojciech Pawlus, Comarch (Działalność gospodarcza), Michał Kuśmiderski (Działalność społeczna), Justyna Napiórkowska (Kultura i Nauka), Adam Snarski (Nagroda Internautów)[9]
- 2016 – Jean-Marie A.F. De Baerdemaeker (Nagroda Specjalna), Czesław Szkudlarski (Polak Roku), Bart Verstockt (Nagroda Polonii), Damian Basiński (Nagroda Internautów)[10]
- 2017 – Elżbieta Dedek (Polak Roku), Robert de Loenen (Nagroda specjalna), Piotr Wiśniewski (Nagroda internautów), David Jan Bosschaert (Nagroda Polonii)[11]
- 2019 – Katarzyna Radomska (Polak Roku), Andrzej Pakulski (Nagroda specjalna), Aneta Jouvray (Nagroda internautów), Dirk Verbeke (Nagroda Polonii)[12]